# Isa Reyes
Concepción Balcells de los Reyes (Barcelona, 1921-Califòrnia, 1991), també coneguda com Conchita i amb el nom artístic de Isa Reyes, va ser una model, actriu i balladora de flamenc espanyola, proclamada Miss Espanya en l'exili l'any 1938.

## Trajectòria
Va néixer a Barcelona i va ser la primera filla de Concepción de los Reyes González Contreras i de Ricardo Balcells, prestigiós advocat i membre de l'Agrupació Socialista de Madrid i de la UGT, que durant la Guerra Civil va exercir com a cap de Secció en el Ministeri d'Estat. L'any 1925, després del naixement de la Nuria, la segona filla, la família es va traslladar a Madrid i es va instal·lar en un edifici del cèntric carrer de Velázquez, on a Conchita li agradava tocar les castanyoles somiant amb ballar flamenc en els escenaris de les principals capitals europees.
L'any 1936, al començament de la Guerra Civil, mentre el seu pare es quedava a Espanya al costat dels republicans, va marxar amb la seva mare i la seva germana a París, on van aconseguir sortir endavant gràcies al talent que va demostrar per al ball. La mateixa tardor de 1936, van tornar a Espanya després d'acceptar la invitació del seu oncle Alfonso de los Reyes González Cárdenas. Aquest era coronel d'infanteria de l'exèrcit de l'aire en l'aeròdrom Alas Rojas de Sarinyena, i més tard va ser nomenat cap de l'XI Cos d'Exèrcit de la República, també en Sarinyena.
Després de triar Isa Reyes com a nom artístic en homenatge al cant tradicional canari, i poc després d'arribar a París, Reyes va començar la seva trajectòria professional com a model de roba juvenil. El director Sacha Guitry la va conèixer en aquests moments i li va donar un petit paper en el llargmetratge Les perles de la couronne (1937). A la pel·lícula es demostraren les habilitats artístiques de Reyes. Després del rodatge, va formar el duo Ànima amb la seva cosina, Alma. Juntes van actuar en una gala benèfica per a recaptar fons per a la República Espanyola en l'exili.
En una gala que va organitzar el diari Le Monde a París l'any 1938, va ser triada la dona més maca d'Espanya, rebent el guardó de "Miss España en l'exili". Aquest mateix any, el 10 de setembre, es va celebrar a Copenhaguen el títol de Miss Europa, en el qual va aconseguir el segon lloc.
L'abril de 1939 actuà en Berlín en el 50 aniversari d'Adolf Hitler, sent part del trio flamenc amb el ballerí Antonio Arcaraz i Alma, la seva cosina. També actuaren per a Mussolini en Venècia i per als  Ducs de Windsor en París.
Després de retrobar-se amb el seu pare, la família va creuar l'Atlàntic per a establir-se a Cuba. Més tard, es van traslladar a Mèxic, on Reyes es va casar amb George Leonidas Nicoloupoulos Coltros, a qui havia conegut en un dels seus viatges. En aquest país també es va assentar la seva germana Nuria, qui va exercir com a poeta, assagista i traductora. Reyes es va establir finalment a Califòrnia, on va formar una família i va residir fins a la seva defunció en 1991.

## Reconeixements
L'any 1938 va obtenir el primer lloc en el certamen de Miss España en l'exili, celebrat a París, i aquest mateix any va quedar en segon lloc en el certamen de Miss Europa a Copenhaguen.